# Asco, Haute-Corse
Asco (korziško Ascu) je naselje in občina v francoskem departmaju Haute-Corse regije - otoka Korzika. Leta 2012 je naselje imelo 118 prebivalcev.

## Geografija
Kraj leži v severno-osrednjem delu otoka Korzike znotraj naravnega regijskega parka Korzike, 65 km jugozahodno od središča Bastie. Na ozemlju občine ob meji s sosednjo občino Lozzi se nahaja najvišja gora Korzike, 2.706 metrov visoka Monte Cinto.

## Uprava
Občina Asco skupaj s sosednjimi občinami Bisinchi, Castello-di-Rostino, Castifao, Castineta, Gavignano, Moltifao, Morosaglia, Saliceto in Valle-di-Rostino sestavlja kanton Castifao-Morosaglia s sedežem v Morosaglii. Kanton je sestavni del okrožja Corte.

## Zanimivosti
- cerkev sv. Mihaela, središče vsakoletne procesije na dan zavetnika nadangela Mihaela 29. septembra,
- most na reki Asco/Ascu pont d'Ascu iz obdobja Genovske okupacije, 15. stoletje, soteska reke Asco.